# 蜡椰亚科
蜡椰亚科是棕榈科的开花植物亚科，主要分布在美洲和澳大利亚， 马达加斯加和科摩罗各有一个外围属。 最近修订后，前亚科象牙椰亚科被降低到群落水平并被包括在内，而 Hyophorbeae群落被重新分配到槟榔亚科；它现在包含八个属。 

## 描述
树干可能是孤立的或聚集的，缺乏保护。 有规则地或不规则地重复的羽状，双歧叶片，或整个有羽状的肋骨；一些成员中存在 冠轴而其他成员中不存在冠轴 。雌雄同株， 雌雄异体和雌雄同体的棕榈出现在该科中；花序伴随着保护性的组织，表现为都是花梗。任何单性花花稍都有二形，单生，或成排；都具有合并的，双滑膜的雌蕊 。 

## 群落

### Ceroxyleae
四个广泛分布的属出现在南美洲、澳大利亚和马达加斯加，其特征是高，树干很少细长，缺乏冠轴。 花早开，单生，螺旋状或次枝状排列，具小苞片。
- Ceroxylon
- Juania
- Oraniopsis
- Ravenea

### Cyclospatheae
来自北美和中美洲的单型群落，有中等大小、直立的树干，有树冠。 花单生，螺旋状排列，两性，生于小苞片的腋部。
- Pseudophoenix

### Phytelephanteae
三种雌雄异株的南美洲棕榈，具有中等到大、无茎或直立的树干，雄蕊的花序为穗状，雌蕊分枝展开。果实通常以密集的簇生，每个簇含有5到10个种子 。
- Ammandra
- Aphandra
- Phytelephas